# Museu d'Història Natural de la província de Jilin i la Universitat Normal del Nordest
El Museu Provincial d'Història Natural de Jilin i la Universitat Normal del Nordest (xinès simplificat: 吉林省自然博物馆暨东北师范大学自然博物馆, pinyin: Jílín shěng zìrán bówùguǎn jì Dōngběi Shīfàn Dàxué zìrán bówùguǎn) és un museu d'història natural afiliat a la Universitat Normal del Nordest, situat a la ciutat de Changchun, província de Jilin. Ocupa una àrea de 54.000 metres quadrats, dels quals 14.700 són la base.
El museu compta amb un total de 88.726 exemplars naturals, on s'inclouen 23.353 plantes, 2.899 vertebrats, 59.000 insectes, 1.309 fòssils i 2.201 roques i minerals. La majoria dels exemplars reflecteixen els recursos ambientals de la província de Jilin. Es poden visitar més d'una dotzena d'exposicions bàsiques, que inclouen animals estranys, la terra en moviment, l'ànima de la muntanya, l'encant del bosc, la vall de les papallones, l'esperit de l'ocell, l'interès de les bestioles i el món dels fòssils.

## Història
El Museu Provincial d'Història Natural de Jilin, abans conegut com el Departament d'Història Natural del Museu Provincial de Jilin, es va fundar el 12 de maig de 1987 i va ser assignat a la Universitat Normal del Nordest el 2001. L'actual edifici data del 2001 i tingué un cost de 100 milions de yuans.
Des del 2022, és el lloc on la Universitat Normal del Nordest entrega els guardons del concurs de dibuix infantil Jaume I arriba a Changchun per la Ruta de la Seda.